# Monster House
Monster House és una pel·lícula de misteri i comèdia, dirigida per Robert Zemeckis i Steven Spielberg. Va ser estrenada l'any 2006 i va ser nominada al Oscar a la millor pel·lícula d'animació. Els personatges es mouen per captura de moviment, convertint-se en la segona pel·lícula en utilitzar aquesta tecnologia després de Polar Express (2004).
La pel·lícula es va doblar al català i es va estrenar en diverses sales de cinema de Catalunya el setembre del 2006, Canal Super3 també n'ha fet alguna emissió.

## Argument
DJ Walters és un noi que viu davant la casa d'Horace Nebbercracker, un ancià irascible que es queda amb tot allò que caigui al seu jardí. Els pares de DJ marxen de cap de setmana i el deixen sota el càrrec d'una mainadera, Elizabeth "Zee". Charles "Chowder" Martin, amic de DJ, perd la pilota al jardí d'Horace. DJ intenta recuperar-la, però és atrapat pel seu veí, qui comença a cridar-li fins al punt de tenir una aturada cardíaca i haver de ser traslladat a l'hospital. Durant els dies següents DJ rep trucades de la casa de Nebbercracker i demana ajuda a Chowder per investigar la casa.

## Repartiment[4]
| Personatge                  | Veu original      | Doblador en català  |
| --------------------------- | ----------------- | ------------------- |
| DJ Walters                  | Mitchel Musso     | desconegut          |
| Charles Chowder Martin      | Sam Lerner        | desconegut          |
| Jenny                       | Spencer Locke     | desconegut          |
| Horace Nebbercracker        | Steve Buscemi     | Ramon Puig          |
| Elizabeth Zee               | Maggie Gyllenhaal | Belén Roca          |
| Ossos                       | Jason Lee         | Lluís Posada        |
| Reginald Calavera Skulinski | Jon Heder         | Carles Di Blasi     |
| Oficial Landers             | Kevin James       | Toni Sevilla        |
| Oficial Lister              | Nick Cannon       | Albert Mieza        |
| Mare                        | Catherine O'Hara  | Maria Lluïsa Magaña |
| Pare                        | Fred Willard      | Jordi Boixaderas    |
| Constance                   | Kathleen Turner   | Rosa Pastó          |